# Martin Jaroš
Martin Jaroš (* 27. září 1976 Benešov) je český marketingový odborník. Je autorem několika známých reklamních kampaní, například pro české telekomunikační operátory T-Mobile, Vodafone nebo Oskara.

## Kariéra
Od roku 2001 působil ve firmě Oskar Mobil, později ve Vodafonu, pro který zpracoval reklamu s čivavami a s Petrem Čtvrtníčkem v hlavní roli. Od roku 2012 pracoval pro T-Mobile, kde vytvořil reklamní kampaň s Chuckem Norrisem. Od února 2013 pracoval pro katarského operátora QTel a podílel se na jeho rebrandingu na Ooredoo.
Jaroš je také autorem humoristického blogu Vosa na jazyku, založeného roku 2003 a obnoveného v roce 2013.

## Politické působení
V komunálních volbách v roce 2010 kandidoval jako nestraník za TOP 09 do Zastupitelstva města Benešova, ale neuspěl. Podruhé vstoupil do politiky v roce 2016, kdy založil politické Hnutí NE, se kterým se chystal kandidovat ve sněmovních volbách. K tomu ale nakonec nedošlo. Po prezidentských volbách v roce 2018 oznámil vstup do politiky znovu. Dostal nabídku – od TOP 09. Zvažoval také vstup k Pirátům. V dubnu 2018 ale nakonec oznámil, že založí novou stranu.